# Дайри
Дайри (индон. Dairi) — округ в провинции Северная Суматра. Административный центр — город Сидикаланг.

## История
Округ был выделен в 2003 году из округа Пакпак-Бхарат.

## Население
Согласно оценке 2008 года, на территории округа проживало 272 тысячи человек.

## Административное деление
Округ Дайри делится на следующие районы:
- Берампу
- Гунунг-Ситембер
- Лаэ-Парира
- Парбулуан
- Пегаган-Хилир
- Сидикаланг
- Симпат-Немпу
- Симпат-Немпу-Хилир
- Симпат-Немпу-Хулу
- Силима Пунга-Пунга
- Сумбул
- Танах-Пинем
- Тига-Линга